# Messier 40
Messier 40 (Conocida como Winnecke 4 o WNC 4) es una estrella binaria óptica que fue encontrada por Charles Messier cuando investigaba una nebulosa que erróneamente llegó a divulgar por el mismo observador Johannes Hevelius un siglo antes. Se encuentra en la constelación de Osa Mayor.
El consenso general es que se trata más de un sistema binario óptico que dos estrellas interactuando físicamente, en el espacio.

## Versiones del catálogo antiguas
Algunas versiones impresas del catálogo más antiguas omiten M40 como debido a la “obscuridad” el objeto, a pesar de su realidad en el cielo.
1. Observaciones y descripciones históricas de M40
2. Más imágenes de M40
3. Imágenes aficionadas de M40
4. Datos de SIMBAD de M40
5. Datos de NED de M40
6. Publicaciones en M40 (ANUNCIOS de la NASA)
7. Observando los informes para M40 (IAAC Netastrocatalog)
8. Datos en línea de NGC para M40